# Microcrambus subretusellus
Microcrambus subretusellus là một loài bướm đêm trong họ Crambidae.